# Фаллей, Вильгельм
Вильгельм Фаллей (нем. Wilhelm Falley; 25 сентября 1897, Мец — 6 июня 1944, Сент-Мер-Эглис) — первый немецкий генерал, погибший во время высадки в Нормандии во Франции. Он был командиром 91-й пехотной дивизии.

## Карьера
В декабре 1914 года добровольно поступил на службу в 93-й пехотный полк. Произведен в офицеры и отправлен на линию фронта в августе 1915 года. Участник сражений при Лоосе, на Сомме и при Артуа. После поражения Германии в Первой мировой войне поступил в рейхсвер. Отслужил девять лет в пехотном полку (1919—1928), пять лет в учебной части (1928—1933); в 1933 году вернулся в линейные пехотные части в должности командира роты и звании капитана. С августа 1939 — подполковник. Во время польской и французской кампаний 1939—1940 командовал тыловыми полками, в боевых действиях не участвовал.
В 1941 году командовал пехотным полком, участвовал в наступлениях вермахта на Прибалтику и Демянск, награждён рыцарским крестом. Вышестоящие командиры ценили Фаллея не за боевые успехи, а за его способности в обучении войск; в начале 1942 года он был повышен до полковника и отправлен командовать тыловыми учебными частями. С сентября 1943 года по апрель 1944 года вновь на центральном участке Восточного фронта. Командовал 36-й, 330-й и 246-й пехотными дивизиями.
В декабре 1943 повышен до генерал-майора и переведён в Нормандию, с 1 мая 1944 генерал-лейтенант. Занимал различные должности, 25 апреля 1944 года назначен командиром 91-й посадочно-десантной (фактически — пехотной) дивизии. Фаллей был первым немецким генералом, погибшим в бою во время высадки в Нормандии. Рано утром в день высадки «Д», 6 июня 1944 года, Фаллей отправился в Рен на плановые штабные учения. Из-за необычно интенсивных воздушных бомбардировок германских позиций, не зная о начавшейся высадке, он принял решение вернуться в дивизию. В трёх километрах от штаба 91-й дивизии, квартировавшего в усадьбе близ Понт-д-Альбе, машину Фаллея в упор расстреляла группа парашютистов 82-й воздушно-десантной дивизии США под командованием лейтенанта Браннена. Фаллей был убит мгновенно, его адъютант — после того, как потерявшая управление машина опрокинулась.

## Награды и звания
- Кавалер Рыцарского креста Железного Креста — 26 ноября 1941 года в качестве подполковника (оберст-лейтенанта) и командира 4-го пехотного полка[5].